# Un Certain Regard
 Un Certain Regard  (pronunție în franceză [œ̃ sɛʁtɛ̃ ʁəɡaʁ]; un anume aspect sau dintr-un anumit punct de vedere) este una din secțiunile permanente ale Festivalului Internațional de Film de la Cannes, introdusă în 1978 și dotată cu premiul său cu același nume, Premiul Un Certain Regard. Se desfășoară în Sala Debussy (Salle Debussy), în paralel cu competiția pentru câștigarea premiului cel mare, Palme d'Or.
Această parte a festivalului a fost creată în 1978 de Gilles Jacob.  În fiecare an, prezintă un grup de filme având stiluri și viziuni variate sub exprimarea generală de "originale și diferite," pentru opere care „luptă” pentru recunoaștere internațională.

## Principalii câștigători
În 1998, a fost introdus Premiul Un Certain Regard (franceză Prix un certain regard) pentru a recunoaște tinerele talente și pentru a încuraja crearea de opere filmice inovatoare, îndrăznețe și atractive prin premierea și apoi distribuirea filmului premiat în rețeaua franceză de cinematografe.
Din 2005, Premiul Un Certain Regard constă din acordarea de €30.000, bani oferiți și finanțați de Fundația Groupama GAN.
| An   | Film                                                                        | Regizor                   | Nationalitate                        |
| ---- | --------------------------------------------------------------------------- | ------------------------- | ------------------------------------ |
| 1998 | Killer (Tueur à gages)                                                      | Darezhan Omirbaev         | Kazahstan*                           |
| 1999 | Beautiful People                                                            | Jasmin Dizar              | Regatul Unit, Bosnia și Herțegovina* |
| 2000 | Things You Can Tell Just by Looking at Her                                  | Rodrigo García            | Columbia*                            |
| 2001 | Boyhood Loves (Amour d'enfance)                                             | Yves Caumon               | Franța*                              |
| 2002 | Blissfully Yours (Sud Senaeha)                                              | Apichatpong Weerasethakul | Thailanda*                           |
| 2003 | The Best of Youth (La meglio gioventù)                                      | Marco Tullio Giordana     | Italia*                              |
| 2004 | Moolaadé                                                                    | Ousmane Sembène           | Senegal*                             |
| 2005 | The Death of Mr. Lăzărescu (Moartea domnului Lăzărescu)                     | Cristi Puiu               | România*                             |
| 2006 | Luxury Car (Jiāng chéng xià rì)                                             | Wang Chao                 | China*                               |
| 2007 | California Dreamin'                                                         | Cristian Nemescu          | România                              |
| 2008 | Tulpan                                                                      | Sergey Dvortsevoy         | Kazahstan                            |
| 2009 | Dogtooth (Kynodontas)                                                       | Yorgos Lanthimos          | Grecia*                              |
| 2010 | Hahaha                                                                      | Hong Sang-soo             | Coreea de Sud*                       |
| 2011 | Arirang                                                                     | Kim Ki-duk                | Coreea de Sud                        |
| 2011 | Stopped on Track (Halt auf freier Strecke)                                  | Andreas Dresen            | Germania*                            |
| 2012 | After Lucia (Después de Lucía)                                              | Michel Franco             | Mexic*                               |
| 2013 | The Missing Picture (L'Image manquante)                                     | Rithy Panh                | Cambodia*                            |
| 2014 | White God (Fehér isten)                                                     | Kornél Mundruczó          | Ungaria*                             |
| 2015 | Rams (Hrútar)                                                               | Grímur Hákonarson         | Islanda                              |
| 2016 | The Happiest Day in the Life of Olli Mäki (Hymyilevä Mies)                  | Juho Kuosmanen            | Finlanda                             |
| 2017 | A Man of Integrity (لِرد)                                                    | Mohammad Rasoulof         | Iran                                 |
| 2018 | Border (Gräns)                                                              | Ali Abbasi                | Suedia                               |
| 2019 | The Invisible Life of Eurídice Gusmão (A Vida Invisível de Eurídice Gusmão) | Karim Aïnouz              | Brazilia                             |

* Indică o primă acordare a premiului pentru acea țară.

## Lista completă a tuturor câștigătorilor
| An   | Film                                                                      | Premiat                                        | Naționalitatea premiatului          | Premiu                                               |
| ---- | ------------------------------------------------------------------------- | ---------------------------------------------- | ----------------------------------- | ---------------------------------------------------- |
| 1998 | Killer (Tueur à gages)                                                    | Darejan Omirbaev                               | Kazahstan                           | Prix un certain regard                               |
| 1999 | Beautiful People                                                          | Jasmin Dizar                                   | Regatul Unit, Bosnia și Herțegovina | Prix un certain regard                               |
| 2000 | Things You Can Tell Just by Looking at Her                                | Rodrigo García                                 | Columbia                            | Prix un certain regard                               |
| 2000 | Me You Them (Eu Tu Eles)                                                  | Andrucha Waddington                            | Brazilia                            | Mention spéciale                                     |
| 2001 | Boyhood Loves (Amour d'enfance)                                           | Yves Caumon                                    | Franța                              | Prix un certain regard                               |
| 2002 | Blissfully Yours (Sud Senaeha)                                            | Apichatpong Weerasethakul                      | Thailanda                           | Prix un certain regard                               |
| 2003 | The Best of Youth (La meglio gioventù)                                    | Marco Tullio Giordana                          | Italia                              | Prix un certain regard                               |
| 2003 | A Thousand Months (Mille mois)                                            | Faouzi Bensaidi                                | Maroc                               | Prix le premier regard                               |
| 2003 | Crimson Gold (Talaye Sorkh)                                               | Jafar Panahi                                   | Iran                                | Prix du jury                                         |
| 2004 | Moolaadé                                                                  | Ousmane Sembène                                | Senegal                             | Prix un certain regard                               |
| 2004 | Whisky                                                                    | Juan Pablo Rebella and Pablo Stoll             | Uruguay                             | Prix du regard original                              |
| 2004 | Earth and Ashes (Khakestar-o-khak)                                        | Atiq Rahimi                                    | Afganistan                          | Prix du regard vers l'avenir                         |
| 2005 | The Death of Mr. Lăzărescu (Moartea domnului Lăzărescu)                   | Cristi Puiu                                    | România                             | Prix un certain regard                               |
| 2005 | Le filmeur                                                                | Alain Cavalier                                 | Franța                              | Prix de l'intimité                                   |
| 2005 | Delwende                                                                  | S. Pierre Yameogo                              | Burkina Faso                        | Prix de l'espoir                                     |
| 2006 | Luxury Car (Jiāng chéng xià rì)                                           | Wang Chao                                      | China                               | Prix un certain regard                               |
| 2006 | Ten Canoes                                                                | Rolf de Heer                                   | Australia, Țările de Jos            | Prix spécial du jury                                 |
| 2006 | The Way I Spent the End of the World (Cum mi-am petrecut sfârșitul lumii) | Doroteea Petre                                 | România                             | Prix d'interprétation féminine                       |
| 2006 | The Violin (El violín)                                                    | Ángel Tavira                                   | Mexic                               | Prix d'interprétation masculine                      |
| 2006 | Murderers (Meurtrières)                                                   | Patrick Grandperret                            | Franța                              | Prix du président du jury                            |
| 2007 | California Dreamin'                                                       | Cristian Nemescu                               | România                             | Prix un certain regard                               |
| 2007 | Actresses (Actrices)                                                      | Valeria Bruni-Tedeschi                         | Franța, Italia                      | Prix spécial du jury                                 |
| 2007 | The Band's Visit (Bikur Hatizmoret)                                       | Eran Kolirin                                   | Israel                              | Coup de cœur du jury                                 |
| 2008 | Tulpan                                                                    | Sergey Dvortsevoy                              | Kazahstan                           | Prix un certain regard                               |
| 2008 | Tokyo Sonata (Tōkyō sonata)                                               | Kiyoshi Kurosawa                               | Japonia                             | Prix du jury                                         |
| 2008 | Cloud 9 (Wolke Neun)                                                      | Andreas Dresen                                 | Germania                            | Coup de cœur du jury                                 |
| 2008 | Tyson                                                                     | James Toback                                   | Statele Unite ale Americii          | Le K.O. du certain regard                            |
| 2008 | Johnny Mad Dog                                                            | Jean-Stéphane Sauvaire                         | Franța                              | Prix de l'espoir                                     |
| 2009 | Dogtooth (Kynodontas)                                                     | Yorgos Lanthimos                               | Grecia                              | Prix un certain regard                               |
| 2009 | Police, Adjective (Polițist, adjectiv)                                    | Corneliu Porumboiu                             | România                             | Prix du jury                                         |
| 2009 | No One Knows About Persian Cats (Kasi az Gorbehaye Irani Khabar Nadareh)  | Bahman Ghobadi                                 | Iran                                | Prix spécial du jury ex-aequo                        |
| 2009 | The Father of My Children (Le père de mes enfants)                        | Mia Hansen-Løve                                | Franța                              | Prix spécial du jury ex-aequo                        |
| 2010 | Hahaha                                                                    | Hong Sang-soo                                  | Coreea de Sud                       | Prix un certain regard                               |
| 2010 | October (Octubre)                                                         | Daniel Vega, Diego Vega                        | Peru                                | Prix du jury                                         |
| 2010 | Los labios                                                                | Adela Sánchez, Eva Bianco, Victoria Raposo     | Argentina                           | Prix d’interprétation féminine                       |
| 2011 | Arirang                                                                   | Kim Ki-duk                                     | Coreea de Sud                       | Prix un certain regard                               |
| 2011 | Stopped on Track (Halt auf freier Strecke)                                | Andreas Dresen                                 | Germania                            | Prix un certain regard                               |
| 2011 | Elena                                                                     | Andrey Zvyagintsev                             | Rusia                               | Prix spécial du jury                                 |
| 2011 | Goodbye (Be omid e didar)                                                 | Mohammad Rasoulov                              | Iran                                | Prix de la mise en scène                             |
| 2012 | After Lucia (Después de Lucía)                                            | Michel Franco                                  | Mexic                               | Prix un certain regard                               |
| 2012 | Children of Sarajevo (Djeca)                                              | Aida Begig                                     | Bosnia                              | Mention spéciale                                     |
| 2012 | Le Grand Soir                                                             | Gustave Kervern, Benoît Delépine               | France                              | Prix spécial du Jury                                 |
| 2012 | Laurence Anyways                                                          | Suzanne Clément                                | Canada                              | Prix d'interprétation féminine                       |
| 2012 | Our Children (À Perdre la Raison)                                         | Emilie Dequenne                                | Belgium                             | Prix d'interprétation féminine                       |
| 2013 | The Missing Picture (L'Image manquante)                                   | Rithy Panh                                     | Cambodia                            | Prix un certain regard                               |
| 2013 | Omar                                                                      | Hany Abu-Assad                                 | Palestine                           | Prix spécial du jury                                 |
| 2013 | Stranger by the Lake (L'Inconnu du lac)                                   | Alain Guiraudie                                | Franța                              | Prix de la mise en scène                             |
| 2013 | The Golden Cage (La jaula de oro)                                         | Diego Quemada-Diez                             | Mexic                               | Prix un talent certain pour l'ensemble des comédiens |
| 2013 | Fruitvale Station                                                         | Ryan Coogler                                   | Statele Unite ale Americii          | Prix de l’avenir                                     |
| 2014 | White God (Fehér isten)                                                   | Kornél Mundruczó                               | Ungaria                             | Prix un certain regard                               |
| 2014 | Force Majeure (Turist)                                                    | Ruben Östlund                                  | Suedia                              | Prix du jury                                         |
| 2014 | The Salt of the Earth                                                     | Wim Wenders and Juliano Ribeiro Salgado        | Germania, Brazilia                  | Prix special du certain regard                       |
| 2014 | Party Girl                                                                | Marie Amachoukeli, Claire Burger, Samuel Theis | Franța                              | Prix d'ensemble                                      |
| 2014 | Charlie's Country                                                         | David Gulpilil                                 | Australia                           | Prix du meilleur acteur                              |
| 2015 | The High Sun (Zvizdan)                                                    | Dalibor Matanic                                | Croația                             | Prix du Jury                                         |
| 2015 | Journey to the Shore (岸辺の旅; Kishibe no Tabi)                          | Kiyoshi Kurosawa                               | Japonia                             | Prix de la mise-en-scene                             |
| 2015 | Masaan                                                                    | Neeraj Ghaywan                                 | India                               | Prix avenir prometteur                               |
| 2015 | Nahid                                                                     | Ida Panahandeh                                 | Iran                                |                                                      |
| 2015 | The Treasure (Comoara)                                                    | Corneliu Porumboiu                             | România                             | Prix un certain talent                               |
| 2016 | Harmonium (淵に立つ; Fuchi ni Tatsu)                                      | Koji Fukada                                    | Japonia                             | Prix du Jury                                         |
| 2016 | Captain Fantastic                                                         | Matt Ross                                      | Statele Unite ale Americii          | Prix de la mise-en-scène                             |
| 2016 | The Stopover (Voir du pays)                                               | Delphine Coulin & Muriel Coulin                | Franța                              | Prix du meilleur scénario                            |
| 2016 | The Red Turtle (La Tortue rouge)                                          | Michael Dudok de Wit                           | Țările de Jos                       | Prix spécial du certain regard                       |
| 2017 | April's Daughter (Las Hijas de Abril)                                     | Michel Franco                                  | Mexic                               | Prix du Jury                                         |
| 2017 | Fortunata                                                                 | Jasmine Trinca                                 | Italia                              | Prix d'interprétation féminine                       |
| 2017 | Barbara                                                                   | Mathieu Amalric                                | Franța                              | Prix de la poésie du cinéma                          |
| 2017 | Wind River                                                                | Taylor Sheridan                                | Statele Unite ale Americii          | Prix de la mise-en-scène                             |
| 2018 | The Dead and the Others (Chuva é Cantoria na Aldeia dos Mortos)           | João Salaviza și Renée Nader Messora           | Brazilia și Portugalia              | Prix du Jury                                         |
| 2018 | Girl                                                                      | Victor Polster                                 | Belgia                              | Prix du meilleur acteur                              |
| 2018 | Sofia                                                                     | Meryem Benm'Barek-Aloïsi                       | Belgia                              | Prix du scénario                                     |
| 2018 | Donbass                                                                   | Sergei Loznitsa                                | Ucraina                             | Prix de la mise-en-scène                             |